# Rogier III van Sicilië
Rogier III van Sicilië (ca. 1175-1193) was de oudste zoon van Tancred van Lecce en Sibylla van Acerra.

## Geschiedenis
Zijn vader regelde in 1193 een huwelijk met Irena Angela, dochter van de Byzantijnse keizer Isaak II en liet zijn zoon tot koning kronen. Rogier stierf binnen het jaar, nog vóór zijn vader die ook in 1193 stierf. Hierdoor besteeg zijn broer Willem III de troon, onder het regentschap van moeder Sibylla.
Na de inval van keizer Hendrik VI in Palermo in 1194 en de afzetting van Willem, huwde Rogiers weduwe met Hendriks broer Filips van Zwaben.